# Murowaniec (wzgórze)
Murowaniec – wzgórze (częściowo zalesione) o wysokości 364,9 m n.p.m. Znajduje się na Wyżynie Olkuskiej w północno-wschodniej części miejscowości Siedlec w gminie Krzeszowice w województwie małopolskim. Znajdują się zabudowania budynków mieszkalnych należących do wsi Siedlec.